# Nindzsa (film)
A Nindzsa (eredeti cím: Ninja) 2009-ben bemutatott amerikai harcművészeti akció-thriller, melyet Isaac Florentine rendezett.
A főbb szerepekben Scott Adkins, Tsuyoshi Ihara és Mika Hijii látható. A film az amerikai harcművész Casey Bowmanről szól, aki mestere kérésére New Yorkba utazik. Küldetése, hogy megvédjen a Yoroi Bitsu nevű páncélozott ládát, amely az utolsó Koga nindzsák ősi kincsét tartalmazza.
A film második részét 2013-ban mutatták be Ninja 2. – A harcos bosszúja címmel.

## Cselekmény
Egy amerikai árva, Casey Bowman (Scott Adkins) már régóta Japánban éli életét, ahol már kitanulta a harcművészeti stílusok minden mozzanatát a dódzsóban. A kitartása és a Busidó mesterének, Szenszei Takedának vágya miatt, a lánya, Namikó tiszteletére törekszik. Azonban a dódzsó legfelsőbb tanára, Masazuka szentimentálissá válik Namikóval, majd az egyik reggelen egy bemutató mérkőzés alatt elveszíti temperamentumát, és majdnem megöli Casey-t, egy Katana kardot rádobva. A védekezése során, Casey megvágja Masazukát a jobb szeme alatt. Tevékenységének eredményeképpen a Sensei kicsapja a dodzsóból Masazukát.

## Szereplők
| Szerep              | Színész         | Magyar hang      |
| ------------------- | --------------- | ---------------- |
| Casey Bowman        | Scott Adkins    | Viczián Ottó     |
| Masazuka            | Tsuyoshi Ihara  | Dányi Krisztián  |
| Namiko Takeda       | Mika Hijii      | Molnár Ilona     |
| Sensei Takeda       | Togo Igawa      | Várkonyi András  |
| Traxler nyomozó     | Todd Jensen     | Megyeri János    |
| Garrison professzor | Garrick Hagon   | Cs. Németh Lajos |
| Temple              | Miles Anderson  | Barbinek Péter   |
| Klimitov            | Valentin Ganev  | ?                |
| Akira               | Kenji Motomiya  | ?                |
| Adamonovich         | Nikolai Sotirov | ?                |
| Dai Shihan          | Fumio Demura    | ?                |
| Vukovich nyomozó    | Atanas Srebrev  | Horváth Gergely  |